# 6 del mattino
6 del mattino è un singolo del rapper italiano Jake La Furia, pubblicato il 28 giugno 2019.

## Descrizione
Prodotto da Big Fish, il singolo è stato realizzato con la partecipazione vocale di Brancar de Il Pagante.

## Video musicale
Il videoclip, diretto da Fabrizio Conte, è stato pubblicato il 4 luglio 2019 attraverso il canale YouTube del rapper.

## Tracce
1. 6 del mattino (feat. Brancar) – 2:58

## Classifiche
| Classifica (2019) | Posizione massima |
| ----------------- | ----------------- |
| Italia            | 42                |